# Vincenzo Santangelo
Vincenzo Maurizio Santangelo (Trapani, 5 marzo 1972) è un politico italiano.

## Biografia

### Attività politica
Si candida alle elezioni regionali in Sicilia del 2012 come deputato regionale nella circoscrizione di Trapani con la lista del M5S ottenendo 1.769 voti di preferenza, non risultando eletto.

#### Elezione a senatore
Viene eletto al Senato della Repubblica il 24-25 febbraio 2013. Fa parte del gruppo parlamentare del M5S dal 19 marzo 2013. Dal gennaio all'aprile 2014 è capogruppo del M5S al Senato..Viene eletto al ballottaggio con 26 voti contro i 23 del collega Maurizio Romani considerato più vicino all'area dialogante del Movimento.

#### Sottosegretario
Rieletto al Senato nel marzo 2018 nel collegio di Trapani. Il 12 giugno è nominato sottosegretario del ministero dei Rapporti con il Parlamento e democrazia diretta nel Governo Conte I.